# Rapatriement de la Constitution du Canada
Le rapatriement de la Constitution du Canada (en anglais : patriation) est le processus graduel initié au vingtième siècle par lequel le Canada a obtenu du Royaume-Uni le pouvoir irrévocable de modifier sa propre Constitution.
Objet de nombreux débats tout au long de l'histoire de la fédération canadienne, le rapatriement s'est concrétisé le samedi 17 avril 1982 sous l'impulsion du gouvernement de Pierre Elliott Trudeau, avec l'appui de la Cour suprême du Canada et de neuf des dix provinces (à l'exception du Québec). Ceci a permis au Canada d'obtenir le pouvoir de modifier sa propre loi fondamentale sans passer par le Parlement britannique comme c'était le cas auparavant.
Le processus s'est accompagné de l'adoption d'une formule d'amendement, de l'ajout d'un système de péréquation (transfert de sommes d'argent aux provinces plus pauvres) et d'une Charte des droits et libertés dans la Constitution. Le champ d'application de cette Charte, largement débattu, a redéfini la séparation des pouvoirs exécutif, législatif et judiciaire au Canada, ainsi que le partage des compétences entre le gouvernement du Canada et les gouvernements des provinces.
Signée le 17 avril 1982, la proclamation a permis d'ajouter la Loi constitutionnelle de 1982 à la Constitution du Canada, qui contenait déjà la Loi constitutionnelle de 1867, consacrant ainsi la souveraineté juridique du Canada.

## Histoire du processus de rapatriement

### Acte de l'Amérique du Nord britannique (1867)
La première Constitution du Canada en tant que nation est l'Acte de l’Amérique du Nord britannique (AANB). Cette Constitution est une loi adoptée par le Parlement britannique en 1867. Par cette loi, le Canada était défini comme une « puissance » (dominion, en anglais) de l'Empire britannique dont les pouvoirs sont répartis entre le fédéral (comprenant la Chambre des communes, le Sénat et la Couronne), les provinces (à l'origine le Québec, l'Ontario, le Nouveau-Brunswick et la Nouvelle-Écosse) et le système judiciaire.
La Constitution de 1867 donnait au Canada une certaine autonomie intérieure et extérieure et pouvait être amendée par les provinces (article 92) dans les domaines relevant de leurs champs de compétence exclusifs. S'il était convenu que toute question ne relevant pas exclusivement des provinces échoirait naturellement au gouvernement fédéral (article 91), néanmoins, la Constitution ne prévoyait pas de formule d'amendement pour tout ce qui relevait exclusivement du gouvernement fédéral, ni pour les domaines partagés par les deux ordres de gouvernement. Par conséquent, tout changement majeur à la Constitution ne pouvait se réaliser qu'en passant par le Conseil privé de Londres.
Dès lors, les gouvernements provinciaux et fédéral se sont entendus sur une forme de compromis politique : tout changement majeur à la Constitution ne se ferait qu'avec le consentement unanime des gouvernements provinciaux et fédéral. Ce compromis servait à répondre aux besoins de l'ensemble des membres et à accommoder deux conceptions concurrentes du Canada; la première, répandue surtout au Canada anglais, concevait le Canada comme une union fédérale de colonies britanniques d'Amérique du Nord; la seconde, répandue surtout au Québec, concevait la Confédération comme un pacte d'honneur entre deux peuples fondateurs – Canadiens anglais et Canadiens français – distincts mais égaux. Les tenants de cette dernière vision croyaient également que le Québec (en tant que peuple fondateur) détenait de facto un droit de veto sur toute modification de la Constitution.

### Statut de Westminster (1931)
Les événements de la Première Guerre mondiale entraînent des débats au Canada sur ses liens avec le Royaume-Uni. La crise de la conscription et les événements liés au Règlement 17 mobilisent les nationalistes au Québec. Le Canada ayant gagné en autonomie politique et économique au cours du conflit, cette autonomie continue à s'affirmer durant les années 1920 sous l'action du premier ministre fédéral Mackenzie King et de son lieutenant québécois Ernest Lapointe. Par leur action, le Canada marque son indépendance du Royaume-Uni dans sa diplomatie dans le cadre de l'affaire de Tchanak en 1922, puis négocie et signe seul avec les États-Unis son premier traité international – le Traité du flétan – en 1923,.
Cette volonté d'autonomie se traduit également dans une demande faite au Parlement britannique d'accorder formellement de nouveaux pouvoirs au Canada. Ainsi, lors de la Conférence impériale de 1926, la déclaration Balfour reconnaît dorénavant les « puissances » comme « des communautés autonomes à l'intérieur de l’Empire britannique, égales en statut, d'aucune façon subordonnés l'une à l'autre [...] bien qu'unies par une commune allégeance à la Couronne, et librement associées comme membres du Commonwealth britannique des Nations ». Ainsi, le Canada conserve un lien politique avec le Royaume-Uni, mais se voit transférer une partie de son pouvoir juridique à son Parlement fédéral. Par la suite, les conclusions de cette déclaration (annonçant la fondation du Commonwealth moderne) sont incluses dans une nouvelle loi, le Statut de Westminster, adoptée par Londres en 1931.
À la suite de sa ratification, le gouvernement britannique ne possède plus désormais le pouvoir de désavouer une loi canadienne sans l'accord du gouvernement fédéral. Le Canada obtient également une plus grande autonomie sur la scène internationale, ainsi que le pouvoir de nommer son propre gouverneur général. Bien que le Statut de Westminster constitue une évolution considérable en matière d’autonomie, la Constitution canadienne demeurait toujours une loi britannique, et tout amendement devait encore passer par le Parlement britannique.
Dans les années suivantes, l’idée du rapatriement de la Constitution est évoquée dans différents contextes. Durant les années 1930, le premier ministre fédéral Richard Bennett l'envisage dans une optique de décentralisation des pouvoirs vers les provinces. Toutefois, à la suite de sa défaite aux élections fédérales de 1935, aucun consensus sur la question n'a pu se dégager entre Ottawa et les provinces. Des commissions royales d'enquête furent ainsi créées entretemps afin de proposer des solutions ponctuelles aux questions constitutionnelles.
Après la Seconde Guerre mondiale, un changement important vient transformer la dynamique entre le fédéral et les provinces. En 1949, le Conseil privé de Londres accorde au gouvernement fédéral du Canada (alors dirigé par Louis St-Laurent) le pouvoir de modifier la Constitution dans ses champs de compétence exclusifs. Malgré l'opposition vigoureuse des provinces (notamment celle du Québec, exprimée par Maurice Duplessis), à la suite de cette décision, le gouvernement du Canada pouvait aussi désormais se référer à la Cour suprême du Canada pour trancher en cas de litige entre le fédéral et les provinces, mettant fin à la tradition du recours au Conseil privé de Londres.

## Premières tentatives

### Formule Fulton-Favreau (1961-1966)

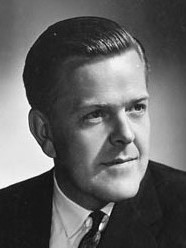
Davie Fulton, ministre de la Justice (1957-1962)

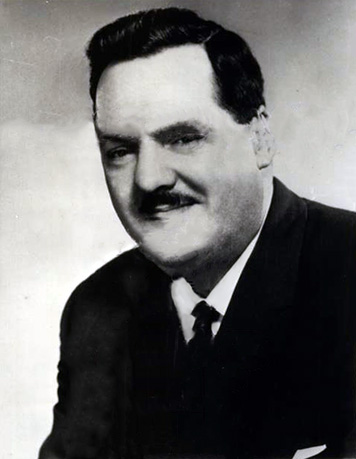
Guy Favreau, ministre de la Justice (1964-1965)

La question du rapatriement revient dans les débats au début des années 1960. En 1961, une formule d'amendement est proposée par le ministre conservateur Davie Fulton. En 1964, celle-ci est reprise par le ministre libéral Guy Favreau, afin d'encadrer tout futur changement porté à la Constitution,. Cette formule (baptisée la formule Fulton-Favreau) propose que pour les amendements touchant aux pouvoirs du gouvernement fédéral ou à l’ensemble des provinces, l'appui à l'unanimité de tous les gouvernements (fédéral et provinciaux) soit requis. Dans les cas où un amendement toucherait à d’autres aspects, l'accord d'au moins les 2/3 des provinces représentant au minimum 50 % de la population serait requis.
L'idée du rapatriement assorti d'une formule d'amendement est bien acceptée par les différents acteurs politiques de l'époque. Toutefois, des critiques sont vite soulevées un peu partout au Canada. Au Québec, les nationalistes reprochent à la formule d'accroître les pouvoirs du gouvernement fédéral au détriment de l'État québécois. En plus de ne pas reconnaître de statut particulier au Québec, ni de lui offrir de garantie pour protéger ses pouvoirs et pour reconnaître son droit de veto constitutionnel, la formule n'offrait pas non plus de nouveaux pouvoirs aux provinces dans des domaines permettant de favoriser leur développement autonome (comme les relations internationales, l'économie, les politiques sociales et la culture).
Face aussi à une rigidité jugée comme trop grande (décrite comme une « camisole de force constitutionnelle » par le chef de l'Union nationale Daniel Johnson), la formule Fulton-Favreau perd peu à peu ses appuis. Après un accord unanime des premiers ministres le 14 octobre 1964, elle est finalement abandonnée par le premier ministre du Québec Jean Lesage dans sa lettre au premier ministre du Canada Lester B. Pearson le 20 janvier 1966, à la veille des élections du printemps 1966.

### Charte de Victoria (1971)
En juin 1971, une nouvelle formule de rapatriement est proposée par le premier ministre Pierre Elliott Trudeau avec la Charte de Victoria. Son objectif est alors de rapatrier la Constitution et d’y inclure une formule d'amendement, appelée formule Turner-Trudeau ou formule de Victoria, qui est basée sur la représentation des régions, ainsi qu'une Charte des droits et libertés. Proposant une formule d’amendement plus souple que celle de Fulton-Favreau, on propose que l’accord du Québec et de l’Ontario (cette particularité venant du fait que chacune de ces provinces ont déjà représenté ou représentent au moins 25 % de la population du pays) et des deux chambres du Parlement fédéral (Chambre des communes et Sénat) soit requis. La formule requiert également l’accord d'au moins deux des quatre provinces de l’Atlantique et d’au moins deux des quatre provinces de l’Ouest, représentant 50 % de la population de l’Ouest. La procédure de modification prévoyait que, si une résolution de modification n’était pas adoptée par le Sénat dans les 90 jours de son adoption à la Chambre des communes, elle pouvait être remplacée par une seconde résolution de la Chambre des communes.
Au départ, le gouvernement fédéral et huit provinces se déclarent en faveur de la formule d’amendement de Victoria. Le premier ministre du Québec, Robert Bourassa, fait alors partie des membres favorables à l’entente. Toutefois, en constatant que le Québec n’obtiendrait pas de nouveaux pouvoirs en matière de sécurité sociale (ce qui entraînerait une nouvelle répartition des pouvoirs entre Québec et Ottawa), Bourassa décide de retirer son appui. Ce retrait du Québec (et plus tard de la Saskatchewan, à la suite de l'élection d'un nouveau gouvernement) entraîne le rejet de la Charte de Victoria.
À la suite de ce refus, Pierre Elliott Trudeau envisage de procéder au rapatriement de la Constitution canadienne de façon unilatérale, sans l'accord des provinces,. À l'été 1976, il rencontre les provinces afin de recevoir leurs demandes. Toutefois, l'Alberta et le Québec s'opposent à cette action. Tentant de profiter de cette situation, Robert Bourassa déclenche des élections anticipées en octobre 1976 afin de faire barrage au premier ministre Trudeau. Le 15 novembre, il est battu par le Parti québécois dirigé par René Lévesque. Celui-ci promet de tenir un référendum sur l'avenir politique du Québec au courant de son mandat.

### Projet de résolution (1977)
Le 19 janvier 1977, le premier ministre Trudeau adresse à ses homologues des provinces un projet pour amender la Constitution. Il propose que celle-ci soit amendée par voie de résolution, « adoptée par le Sénat, la Chambre des communes et les assemblées législatives d’une majorité des provinces », reprenant la définition de la majorité de la Charte de Victoria. Face à une opposition générale, aucune suite n'est donnée à ce projet.

### Livre blanc et projet de loi C-60 (1978)
Le 12 juin 1978, le gouvernement fédéral publie un livre blanc intitulé Le temps d'agir, proposant un renouvellement constitutionnel en deux étapes. Dans un premier temps, le Parlement, après avoir consulté les provinces, aurait modifié la Constitution au sujet des questions relevant exclusivement de la compétence fédérale. Dans un second temps, le gouvernement fédéral et les provinces auraient tenté d’en venir à une entente sur les sujets nécessitant l’intervention du Parlement du Royaume-Uni, par exemple le partage des compétences.
La même année, le premier ministre Trudeau dépose le projet de loi C-60, proposant la modification de la Constitution. Il propose notamment l'adoption d'une Charte des droits et libertés, le remplacement du Sénat par une Chambre de la fédération ou encore la redéfinition du rôle du gouverneur général, du premier ministre et du cabinet. Toutefois, la Cour suprême du Canada juge que plusieurs des modifications proposées par le projet de loi dépassent la compétence du seul gouvernement fédéral. Le projet de loi est alors rejeté.

### Commission Pépin-Robarts (1979)
En janvier 1979, face à la préparation du référendum au Québec, la Commission de l’unité canadienne mise sur pied par le gouvernement fédéral (dirigée par Jean-Luc Pépin et John Robarts) recommande à nouveau que le Canada adopte la formule proposée par la Charte de Victoria. Cette Commission propose également une série de mesures visant une décentralisation générale des pouvoirs vers les provinces. Enfin, elle recommande que tous ces changements soient adoptés par voie d'un référendum tenu à la grandeur du Canada. Les propositions de la Commission sont rejetées par le premier ministre Trudeau, refusant de retirer des pouvoirs au gouvernement fédéral et surtout de reconnaître au Québec quelque forme de « statut particulier » que ce soit.

### Élections fédérales (1979, 1980)

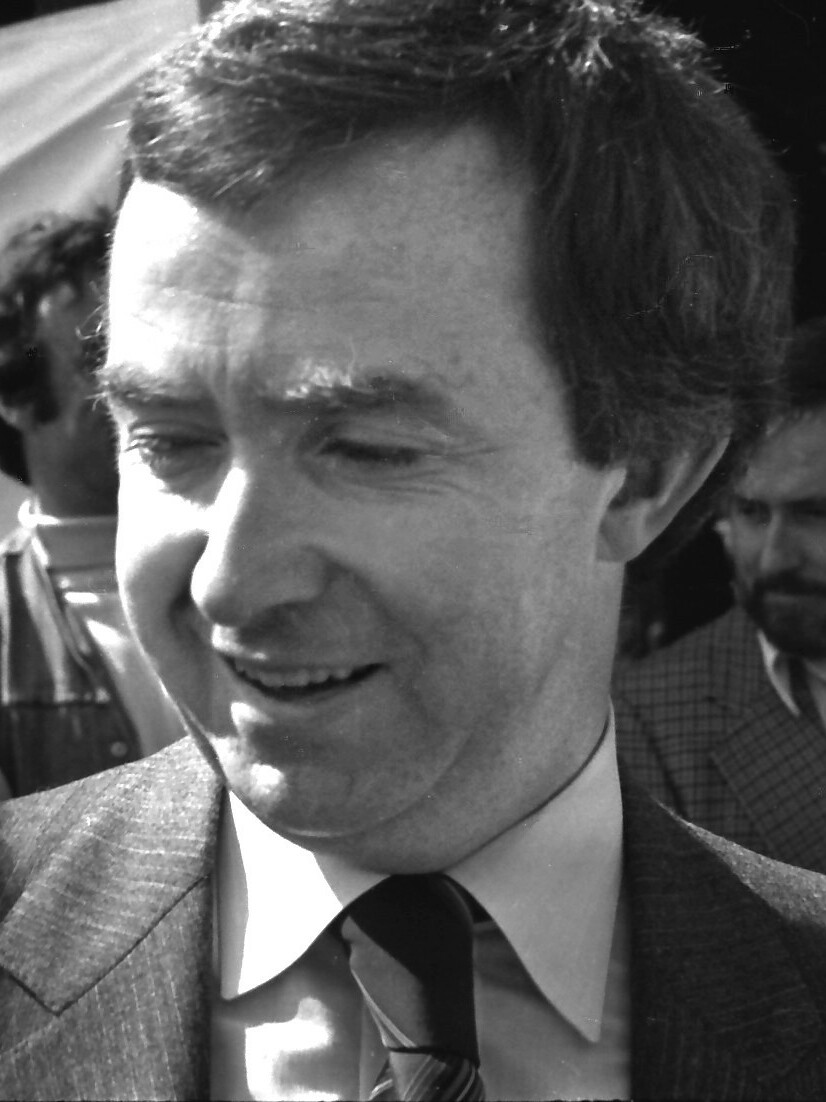
Joe Clark

Au printemps 1979, des élections fédérales sont déclenchées. Le Parti libéral de Pierre Elliott Trudeau est battu par le Parti progressiste-conservateur de Joe Clark. Le premier ministre défait annonce son départ de la vie politique, tandis que le nouveau premier ministre laisse entendre qu'il n'interviendra pas dans la campagne référendaire. Bien que sa victoire ne lui permette de former qu'un gouvernement minoritaire, Joe Clark peut compter sur l'appui des cinq députés du Parti créditiste dirigé par Fabien Roy (un allié de René Lévesque).
Le 11 décembre 1979, un événement inattendu se produit. Lors d'un vote de confiance sur le budget, le Parti conservateur n'obtient pas l'appui des créditistes. À la suite de ce vote, de nouvelles élections sont déclenchées. Pierre Elliott Trudeau, pressé par son entourage, décide de revenir sur sa décision le 17 décembre et de mener son parti au cours de la nouvelle campagne électorale fédérale. Puis, le 19 décembre, le gouvernement de René Lévesque dévoile sa question référendaire.
Le 18 février 1980, le Parti libéral de Pierre Elliott Trudeau reprend le pouvoir avec une forte majorité.

## Concrétisation

### Référendum sur la souveraineté-association du Québec (1980)

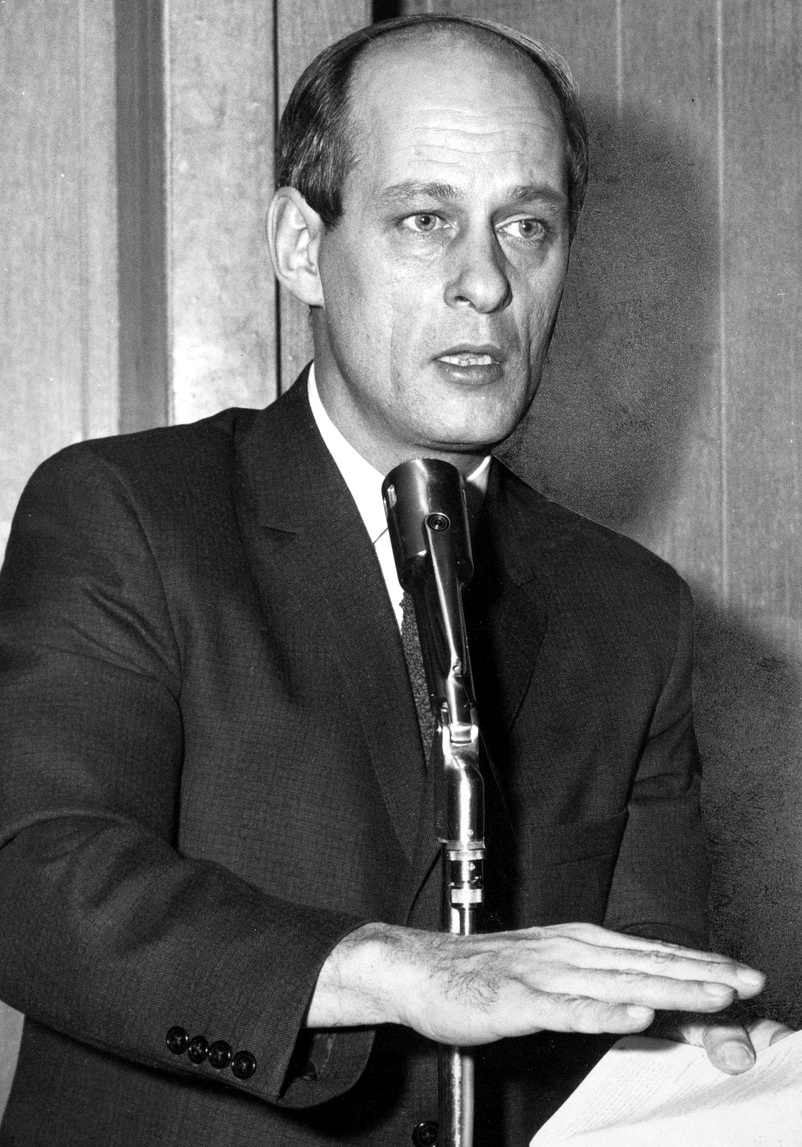
René Lévesque

En 1980, le Québec se prononce sur son avenir politique.

En janvier 1980, le Parti libéral du Québec de Claude Ryan dépose un livre beige, proposant une nouvelle fédération dans laquelle l'exercice des pouvoirs d'Ottawa serait assujetti à un contrôle serré des provinces, avec de nouvelles responsabilités et une représentation directe à Ottawa à l'intérieur d'un conseil fédéral (remplaçant le Sénat). Il propose aussi une Charte des droits et libertés, mais ne demande aucun statut particulier pour le Québec. Critiqué comme une forme de statu quo inacceptable par les membres du Parti québécois, le projet est accueilli froidement par Trudeau et les libéraux fédéraux.
Au printemps 1980, René Lévesque lance sa campagne référendaire. La question posée aux Québécois vise à obtenir un mandat pour négocier la souveraineté-association (indépendance politique du Québec assortie d'un partenariat économique) avec le reste du Canada,.
Durant ses premiers discours, le premier ministre Trudeau réitère ses principaux arguments : « le gouvernement central doit parler pour tout le Canada; la souveraineté-association mènera à une impasse; la question référendaire est malhonnête; les Québécois jouent un grand rôle au sein du Canada ». Lors de son dernier discours, prononcé à six jours du vote (le 14 mai 1980), Trudeau adresse un avertissement au Canada hors Québec :   

« Je m’adresse solennellement à tous les Canadiens des autres provinces. Nous mettons nos têtes en jeu, nous, députés québécois, parce que nous disons aux Québécois de voter Non. Et nous vous disons à vous, des autres provinces, que nous n’accepterons pas ensuite que ce Non soit interprété par vous comme une indication que tout va bien et que tout peut rester comme c’était auparavant. Nous voulons du changement, nous mettons nos sièges en jeu pour avoir du changement! »

Selon les observateurs nationalistes et naïfs de l'époque, cette déclaration du premier ministre Trudeau laissait entendre qu'une victoire du Non mènerait à une réforme du fédéralisme qui répondrait aux demandes traditionnelles du Québec, notamment l'obtention de nouveaux pouvoirs et la reconnaissance de son statut particulier,.
En fait, dans la tête du premier ministre du Canada, le changement signifiait sans doute trois choses importantes :
1. le rapatriement de la Constitution du Canada ;
2. l'enchâssement d'une charte garantissant les droits et libertés, y compris les droits linguistiques des deux principales collectivités linguistiques et culturelles du Canada et de leurs minorités ;
3. l'inclusion d'une procédure de modification constitutionnelle avec un droit de veto pour le Québec.

Dans la tête des Québécois fédéralistes, ces paroles voulaient dire principalement deux choses :
1. qu'une victoire du Non signifierait un non au statu quo constitutionnel ;
2. qu'après une victoire du Non, le premier ministre du Canada mettrait en branle le processus de renouvellement de la fédération canadienne et qu'il n'arrêterait pas avant que ce soit fait.

Le 20 mai 1980, le projet de souveraineté-association est rejeté par 59,56 % des voix.

### Réunion et conférence constitutionnelle (juin et septembre 1980)

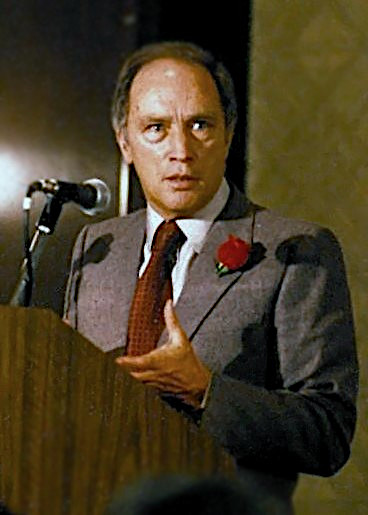
Pierre Elliott Trudeau

Le 21 mai, dès le lendemain du référendum, le ministre fédéral de la Justice Jean Chrétien entreprend (à la demande du premier ministre Trudeau) une tournée pour préparer une réunion des premiers ministres des provinces au sujet de la Constitution. La réunion se déroule le 9 juin, à la résidence du premier ministre Trudeau, au 24, promenade Sussex à Ottawa.
Lors de la réunion, les premiers ministres des provinces demandent un nouveau partage des pouvoirs. Le Québec exige la reconnaissance de son statut particulier ainsi que le droit à l'autodétermination; l'Alberta et la Saskatchewan exigent plus de pouvoir sur les ressources naturelles; Terre-Neuve exige plus de pouvoirs pour les ressources côtières. La Nouvelle-Écosse, le Nouveau-Brunswick et l'Île-du-Prince-Édouard exigent pour leur part des garanties au sujet des paiements de péréquation. Cependant, toutes les provinces (sauf l'Ontario, la seule qui appuie Ottawa) s'accordent sur l'importance de s'entendre sur ces enjeux avant de voter le rapatriement.
À cette liste de demandes des gouvernements des provinces, Trudeau retient douze sujets pour les discussions et oppose une liste de thèmes vus comme transcendant la politique, comme la Charte, la formule d'amendement et les disparités régionales. Il souhaite alors obtenir plus de pouvoirs économiques pour le gouvernement fédéral, officiellement pour favoriser les échanges commerciaux et la circulation des travailleurs. Il compte également sur le fait que « Westminster a l'obligation absolue d'approuver toute requête constitutionnelle envoyée par Ottawa ». Or, si Ottawa tient à l'inclusion d'une charte des droits dans la Constitution, la majorité des provinces continue à s'y opposer.
L'impasse persiste jusqu'au 8 septembre 1980, lorsque s'ouvre à Ottawa une conférence constitutionnelle,. Lors de cette conférence, Trudeau dévoile son projet du rapatriement. Prenant une attitude très ferme à l'égard des provinces, pour le premier ministre fédéral, la priorité demeure le rapatriement de la Constitution et l'inclusion d'une Charte des droits. Selon sa vision, « les droits existent seulement s'ils sont reconnus par la loi » et l'État est « responsable de l'exercice de tous les droits des citoyens, puisque ces derniers n'existent que s'ils sont reconnus dans un cadre légal ».
Les provinces s'y opposent, jugeant que l'ajout d'une Charte définissant les droits de cette façon confierait le rôle de protéger les citoyens aux tribunaux plutôt qu'aux élus fédéraux et provinciaux (« garants essentiels et plus souples »). Face à cette opposition, Trudeau se déclare prêt à aller de l'avant sans les provinces pour s'adresser directement au Parlement britannique. Le 13 septembre, la conférence se termine par un échec.

### Formation de la Bande des huit
Le 2 octobre, Trudeau déclare à la télévision son intention de procéder unilatéralement au rapatriement de la Constitution. Il entend faire adopter une Charte des droits de la personne, d'inscrire dans la constitution le principe de péréquation (c'est-à-dire l'octroi par le fédéral de compensations financières aux provinces les plus pauvres) et d'adopter en plusieurs étapes une formule d'amendement. Toutefois, le 14 octobre, les provinces se réunissent à Toronto pour discuter de la stratégie pour empêcher le processus unilatéral. Le 23 octobre, l'affaire est portée devant les tribunaux.
Tandis qu'Ottawa trouve des appuis à son projet à Londres, au Canada, les provinces se mobilisent. Au Québec, malgré la défaite de l'option souverainiste au référendum, aux élections québécoises du 13 avril 1981, le Parti québécois de René Lévesque est reporté au pouvoir avec 49,3 % des voix – son plus fort appui jamais obtenu. Trois jours plus tard, le 16 avril, le Québec et sept autres provinces s’allient pour former un front commun s'opposant formellement au rapatriement unilatéral de Trudeau. Ce groupe, surnommé la « Bande des huit », se met d'accord sur une formule d'amendement, selon laquelle la Constitution du Canada ne peut être modifiée qu'avec l’accord des deux tiers des provinces représentant au moins 50 % de la population canadienne, tout en accordant un droit de retrait aux provinces qui refusent de céder leurs compétences exclusives au fédéral. Cette formule, qui est basée sur l'égalité des provinces, s'appelle la formule Lougheed-Lévesque dite « formule de Vancouver ». En effet, cette formule avait déjà été présentée pour la première fois par l'Alberta lors de la réunion constitutionnelle des ministres et des fonctionnaires du 22 au 24 janvier 1979 à Vancouver.
Les membres de la Bande des huit sont :  
- Brian Peckford, premier ministre de Terre-Neuve ;
- Allan Blakeney, premier ministre de la Saskatchewan ;
- Bill Bennett, premier ministre de la Colombie-Britannique ;
- René Lévesque, premier ministre du Québec ;
- Sterling Lyon, premier ministre du Manitoba ;
- John Buchanan, premier ministre de la Nouvelle-Écosse ;
- Angus MacLean, premier ministre de l'Île-du-Prince-Édouard ;
- Peter Lougheed, premier ministre de l'Alberta[55].

### Décision de la Cour suprême du Canada
Durant l'été, la Cour suprême du Canada étudie la requête des provinces pour bloquer le rapatriement tenté par Ottawa. Le 28 septembre 1981, elle rend son jugement : tout en soulignant qu'un tribunal n'a pas l'autorité pour empêcher le Parlement fédéral d'envoyer une résolution constitutionnelle au Parlement britannique, sept des neufs juges de la Cour suprême considèrent que la démarche d'Ottawa est « légale mais illégitime »,,. Six d'entre eux considèrent néanmoins que la démarche fédérale est anticonstitutionnelle et qu'elle empiète sur les compétences provinciales (contrairement à ce qu'Ottawa affirme depuis le début). Afin de respecter les conventions, la Cour suprême exige que le processus de rapatriement récolte l'appui d'un nombre substantiel de provinces avant d'aller de l'avant.
À la suite de cette décision, le gouvernement fédéral entreprend des négociations avec les provinces afin de les convaincre d'adhérer au rapatriement. Une conférence constitutionnelle dite « de la dernière chance » entre les provinces et le fédéral s'ouvre finalement à Ottawa le 2 novembre 1981.

### Conférence constitutionnelle (2 au 5 novembre 1981)

#### 2 novembre
La conférence constitutionnelle s'ouvre par des déclarations publiques des différents intervenants. Premier à prendre la parole, Trudeau rejette l'entente du 16 avril de la Bande des huit, voyant le droit de retrait comme une façon de bloquer la « volonté nationale » et la compensation financière comme étant du « séparatisme à la carte ». Réitérant l'importance de l'ajout d'une Charte des droits, il rappelle être prêt à ordonner un référendum en cas d'impasse. Le suivant, Bill Davis (premier ministre de l'Ontario), appuie le projet fédéral tout en se disant prêt à renoncer à son droit de veto afin de rallier les autres provinces (la question du droit de veto motivant en bonne partie l'opposition des autres premiers ministres anglophones).
Le troisième est René Lévesque. Après avoir rappelé la raison pour laquelle ces discussions ont été entreprises tout de suite après le référendum de 1980, Lévesque reproche à Trudeau ses méthodes en s'appuyant sur la décision de la Cour suprême (et sur une résolution unanime des deux partis politiques de l'Assemblée nationale du Québec et non des députés). Tout en disant que le Québec souhaite parvenir à une entente, il refuse que l'on réduise ses pouvoirs sans son consentement.
Comme Lévesque, les premiers ministres Sterling Lyon (Manitoba), Peter Lougheed (Alberta) et Brian Peckford (Terre-Neuve) reprochent à Trudeau ses intentions et ses méthodes jugées cavalières. John Buchanan (Nouvelle-Écosse) se montre ferme et s'appuie sur l'accord du 16 avril. Richard Hatfield (Nouveau-Brunswick) propose qu'une partie de la Charte soit incorporée et que le reste soit remis à plus tard. Angus MacLean (Île-du-Prince-Édouard) s'en tient également à l'accord du 16 avril.
Tout en reprochant aux fédéraux la manière dont le dossier avait évolué et leur façon d'agir anticonstitutionnelle, les premiers ministres Bill Bennett (Colombie-Britannique) et Allan Blakeney (Saskatchewan) se disent ouverts à un compromis. Blakeney en particulier insiste sur la flexibilité de sa province. Ces deux déclarations laissaient entendre que le front commun de la Bande des huit commençait à céder. Les discussions se poursuivent à huis clos dans l'après-midi, chacun restant sur ses positions.

#### 3 novembre
Le lendemain, 3 novembre, les débats tournent autour de la formule d'amendement. Suivant l'absence de consensus entre les provinces anglophones (rejetant la formule de Victoria, avec ou sans veto) et le fédéral (rejetant le droit de retrait avec compensation), Trudeau conclut qu'il faut s'en remettre à la population par voie de référendum. Les discussions portent ensuite sur ce référendum, menant à un vif débat entre Lévesque et Trudeau. Le premier affirme qu'Ottawa n'a pas le mandat de la population pour transformer la constitution de manière aussi profonde. Le second répond que le référendum québécois a donné à tous les gouvernements le mandat d'agir rapidement, « en s'attaquant aux problèmes les plus urgents ».
Bill Davis (Ontario) propose d'accepter la formule d'amendement de la Bande des huit, à condition d'enlever la compensation financière. Lévesque s'y oppose catégoriquement, mais Bennett (Colombie-Britannique), Blakeney (Saskatchewan) et Buchanan (Nouvelle-Écosse) se montrent réceptifs.
Dans l'après-midi du 3 novembre, la Bande des huit se réunit dans la suite de l'hôtel où ils se trouvaient pour préparer une nouvelle proposition commune à présenter au premier ministre fédéral. Celle-ci comprend alors le rapatriement, la formule d'amendement de la Bande des huit (y compris la compensation), une Charte des droits comprenant des droits démocratiques, la reconnaissances de l'anglais et du français comme langues officielles au Canada, les droits fondamentaux (ceux-ci soumis à une disposition dérogatoire), une clause d'adhésion facultative aux dispositions sur la langue d'enseignement aux minorités, un article sur la péréquation, un élargissement de la compétence provinciale sur les ressources naturelles, et (enfin) la création d'une commission d'enquête sur les éléments du projet fédéral de charte non retenus dans la nouvelle proposition commune.
La nouvelle proposition est amenée à Trudeau. Celui-ci la rejette vigoureusement. Cette réaction ne surprend pas Lévesque, Lougheed et Lyon, mais consterne les autres premiers ministres. Face à une nouvelle impasse constitutionnelle, à l'issue de cette conférence où l'aboutissement à un accord avec une majorité de provinces était préférable (d'où son nom de la « dernière chance »), Trudeau procéderait à un référendum. Blakeney annonce qu'il présentera le lendemain une nouvelle proposition.

#### 4 novembre
Le matin du 4 novembre, le premier ministre Trudeau présente une nouvelle offre aux provinces. Il affirme alors que si les négociations ne mènent pas à une entente, deux référendums seront organisés : le premier servira à déterminer si les Canadiens veulent adopter une Charte (la proposition devant recueillir à la fois une majorité partout au Canada et dans deux provinces, le Québec et l'Ontario, et dans deux régions, soit les provinces de l'Ouest et les provinces de l'Atlantique) et le deuxième servira à décider de la formule d'amendement entre celle de Victoria (ou une formule proposée par Ottawa) et celle de Vancouver (proposée par la Bande des huit).
Si René Lévesque se montre brièvement intéressé par les deux référendums, la mécanique de ces référendums demeure floue. Trudeau explique alors que sa Charte et sa formule d'amendement seraient immédiatement adoptées par les Britanniques, et qu'une fois la Constitution rapatriée, celle-ci serait discutée au Canada. Les deux référendums auraient lieu au bout de deux ans pour la modifier. L'atmosphère tendue entre Lévesque et Trudeau fait dégénérer les discussions. La solidarité entre les provinces de la Bande des huit commence également à s'étioler d'autant plus que les autres partenaires s'aperçoivent que René Lévesque veut davantage bloquer et saboter que négocier de bonne foi une entente sur le rapatriement. Sans percevoir l'intérêt de Lévesque pour les référendums comme une rupture dans leur entente, quelques membres de l'alliance font une croix sur le Québec. Les conférenciers se quittent en acceptant de se voir pour une dernière rencontre le lendemain, le 5 novembre.

#### Soirée du 4 novembre

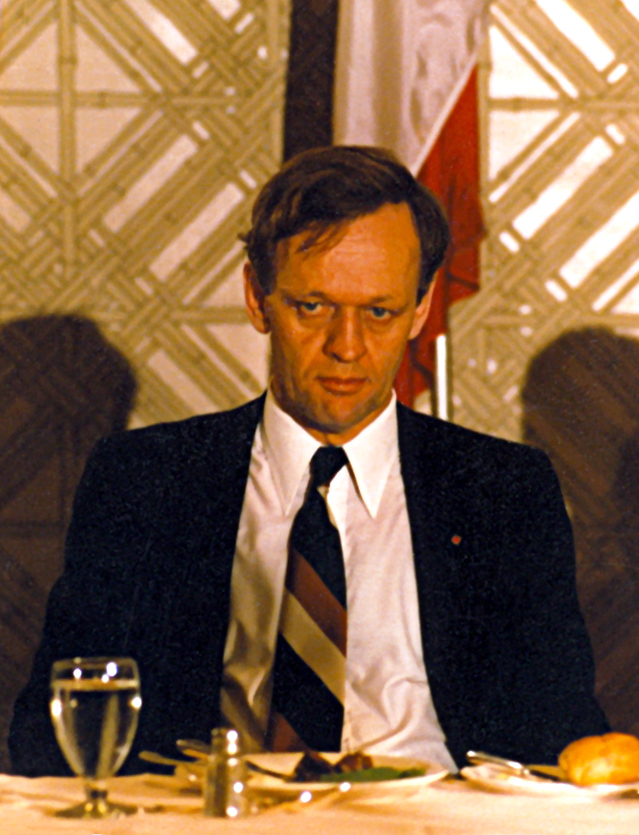
Jean Chrétien

Durant l'après-midi du 4 novembre, une réunion privée se tient entre Jean Chrétien, Roy Romanow (ministre de la Justice de la Saskatchewan) et Roy McMurtry (ministre de la Justice de l’Ontario). Les trois ministres discutent d'un compromis dans une cuisinette attenante aux locaux de la délégation fédérale et à la salle du quatrième étage du Centre national des conférences à Ottawa. C’est ce qu’on appelle l’ « Accord de la cuisine » qui se résume à quelques gribouillages et notes écrites sur deux feuilles de papier. Il s'agirait grosso modo pour Ottawa d'accepter la formule de Vancouver, moins la compensation financière en cas de retrait d'un amendement (disposition à laquelle les Québécois tiennent beaucoup), et pour les provinces d'accepter la Charte des droits avec une disposition de dérogation. La proposition est amenée à Trudeau. Celui-ci ne l'aime pas, trouvant qu'elle exige trop de compromis. Selon un révisionniste indépendantiste québécois, toutefois, en tenant compte de la perte subite de son plus solide appui chez les travaillistes britanniques (James Callaghan), Pierre Trudeau aurait choisi d'appuyer Jean Chrétien en lui donnant l'instruction de travailler à un compromis. Mais dans les faits, après un appel vers 22 heures de William Davis de l'Ontario dans la soirée du 4 novembre, Pierre Trudeau annonce plutôt à Jean Chrétien après mûre réflexion qu’il pense être d’accord avec sa proposition s’il y a une majorité de provinces représentant la majorité de la population mais qu’il dormira là-dessus.
Le soir du 4 novembre, quatre premiers ministres ou leurs représentants (Ontario, Nouvelle-Écosse, Île-du-Prince-Édouard et Saskatchewan) se réunissent pour discuter de l'accord préparé par Chrétien, Romanow et McMurtry. Les délégations du Nouveau-Brunswick, du Manitoba, de l'Alberta et du Québec sont alors absentes. Des discussions commencent ensuite au sein de la Bande des huit et se prolongent durant toute la soirée sur un projet d'entente qui prend alors le nom de « proposition Peckford », en l'honneur du premier ministre de Terre-Neuve qui a joué aussi un rôle dans le succès des négociations. Le compromis qui se dessine consiste essentiellement à ce qu'Ottawa accepte la formule d'amendement de la Bande des huit, mais sans compensation financière en cas de retrait. En retour, les provinces acceptent une Charte des droits modifiée, moins contraignante, dotée d'une disposition dérogatoire permettant à une province ou au gouvernement fédéral d'ignorer une décision judiciaire basée sur certaines dispositions de la Charte.
Puis, vers 23 heures, Garde Gardom, ministre des Relations intergouvernementales de la Colombie-Britannique, rejoint au téléphone Jean Chrétien pour lui confirmer qu’au moins cinq provinces de la bande des huit en plus de l’Ontario et du Nouveau-Brunswick se sont mises d’accord avec sa proposition sur la formule d’amendement de Vancouver sans la compensation financière et sur toute la Charte des droits avec la disposition dérogatoire et la promotion sociale de Terre-Neuve sur la mobilité de la main-d’œuvre pour une province dont le taux d’emploi est inférieur à la moyenne nationale. Il ne manque encore que l'Alberta, le Manitoba et le Québec pour obtenir l'unanimité tant souhaitée pour le rapatriement.
Durant la « soirée du rapatriement », des membres du groupe tentent de rejoindre les Québécois et les Manitobains. La délégation manitobaine réussie à être informée en temps réel (sans effet sur le déroulement des discussions), mais pas la délégation québécoise qui demeure dans l'ombre. Elles ne sont donc aucunement impliquées dans les pourparlers qui se déroulent durant la soirée. Le résultat se concrétise le matin du 5 novembre. Les premiers ministres Lougheed (Alberta) et Bennett (Colombie-Britannique) examinent le fruit des discussions et se disent satisfaits. Puis, peu avant le petit déjeuner de la Bande des huit, le premier ministre Peter Lougheed de l’Alberta rejoint à Winnipeg le premier ministre Sterling Lyon du Manitoba et le convainc d’être aussi d’accord avec la proposition au nom de l’unité de l’Ouest.

### Réactions du Québec et droit de veto
Le matin du 5 novembre, la réunion de la Bande des huit au Château Laurier commence à huit heures pour le petit déjeuner. Le premier ministre du Québec arrive après un retard de vingt-cinq minutes. Réalisant ce qui se passe, René Lévesque déclare dans l'après-midi à la fin de la conférence constitutionnelle que le compromis est inacceptable pour le Québec :

« Le Québec se retrouve aujourd'hui dans une position qui est devenue une tradition fondamentale du régime fédéral canadien tel qu'il fonctionne. Le Québec se retrouve tout seul ».

Les événements survenus au cours de cette soirée du 4 novembre 1981, qui est la « soirée du rapatriement », seront désignés dans la mémoire collective nationaliste et indépendantiste au Québec comme étant la nuit des longs couteaux, tandis qu'au Canada anglophone on parlera plutôt de l' « Accord de la cuisine » (Kitchen Accord en anglais).
À la suite de cette entente conclue sans son accord, « contre ses intérêts et au mépris des engagements référendaires » selon les péquistes, le gouvernement du Québec décide de ne pas négocier une nouvelle entente constitutionnelle avec le fédéral avant l'adoption du projet de résolution par le Parlement du Canada au début décembre 1981 et de boycotter, pour un temps indéterminé, les conférences fédérales-provinciales qui ne portent pas sur l'économie. Le 18 novembre, on présente à l'Assemblée nationale du Québec une résolution établissant les conditions auxquelles le Québec signerait éventuellement un accord de rapatriement constitutionnel. 
Le 25 novembre, le Conseil des ministres adopte un décret exprimant le veto du Québec, rejetant l'entente du 5 novembre. L'exercice de ce veto est alors examiné par les tribunaux. Le 19 décembre, René Lévesque écrit à la première ministre britannique Margaret Thatcher afin de demander de ne pas autoriser le projet fédéral avant la décision des tribunaux sur le droit de veto du Québec. Le 14 janvier 1982, elle répond à Lévesque qu'elle refuse de bloquer l'approbation du projet fédéral. Entre-temps, le 22 décembre 1981, le projet de loi sur le Canada est déposé aux Communes britanniques. Il est adopté par la Chambre des communes du Royaume-Uni le 8 mars suivant. Quelques jours plus tard, le 25 mars 1982, il est aussi adopté par la Chambre des Lords. Puis, la Loi de 1982 sur le Canada recevait la sanction royale le 29 mars 1982, soit 115 ans, jour pour jour, après celle de l'Acte de l'Amérique du Nord britannique de 1867.

## Rapatriement
Le rapatriement de la Constitution du Canada a lieu à Ottawa le 17 avril 1982. La Charte canadienne des droits et libertés est enchâssée dans la Constitution, comme Trudeau avait tenté de le faire en 1971 avec la Charte de Victoria. Celle-ci aura une incidence considérable sur la politique canadienne. En effet, étant donné le rôle accru de la Cour suprême du Canada dans la protection des droits fondamentaux des citoyens, le Canada assistera à une augmentation progressive du pouvoir des juges.
Le rapatriement inclut également un droit de retrait avec une compensation financière en matière d'éducation ou dans d'autres domaines culturels. Ce droit de retrait permet aux provinces de se retirer d’un programme fédéral qui touche aux compétences provinciales. Ce rapatriement marque une rupture dans la politique canadienne pour les partisans de la thèse dualiste, voyant le Canada comme un pays fondé sur un pacte entre Canadiens anglais et Canadiens français. Dorénavant, tous les citoyens sont rassemblés sous le même vocable de « Canadien », peu importe leurs origines, leur langue ou leur culture. Le Québec n'est plus considéré comme le défenseur des droits des francophones au pays. Ceci est confirmé par la décision de la Cour suprême du Canada le 6 décembre 1982, qui décide que le Québec n'a pas et n'a jamais eu de droit de veto,.

## Tentatives de réconciliation

### Accord du lac Meech (1987-1990)

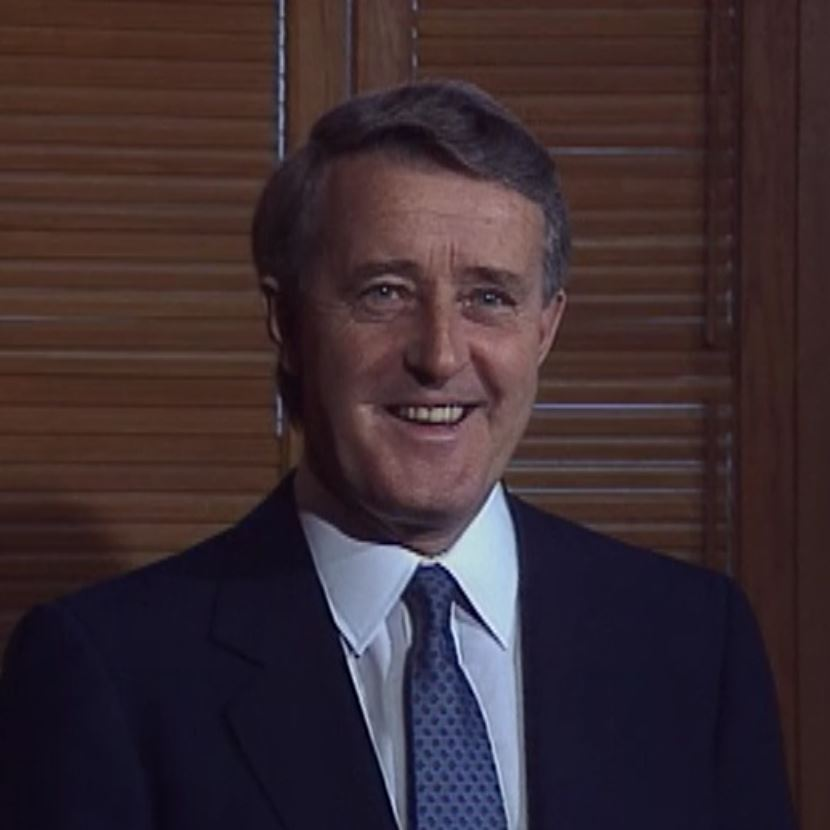
Brian Mulroney

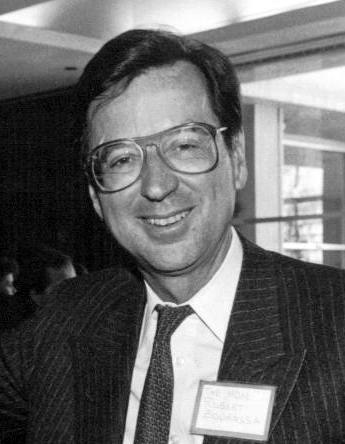
Robert Bourassa

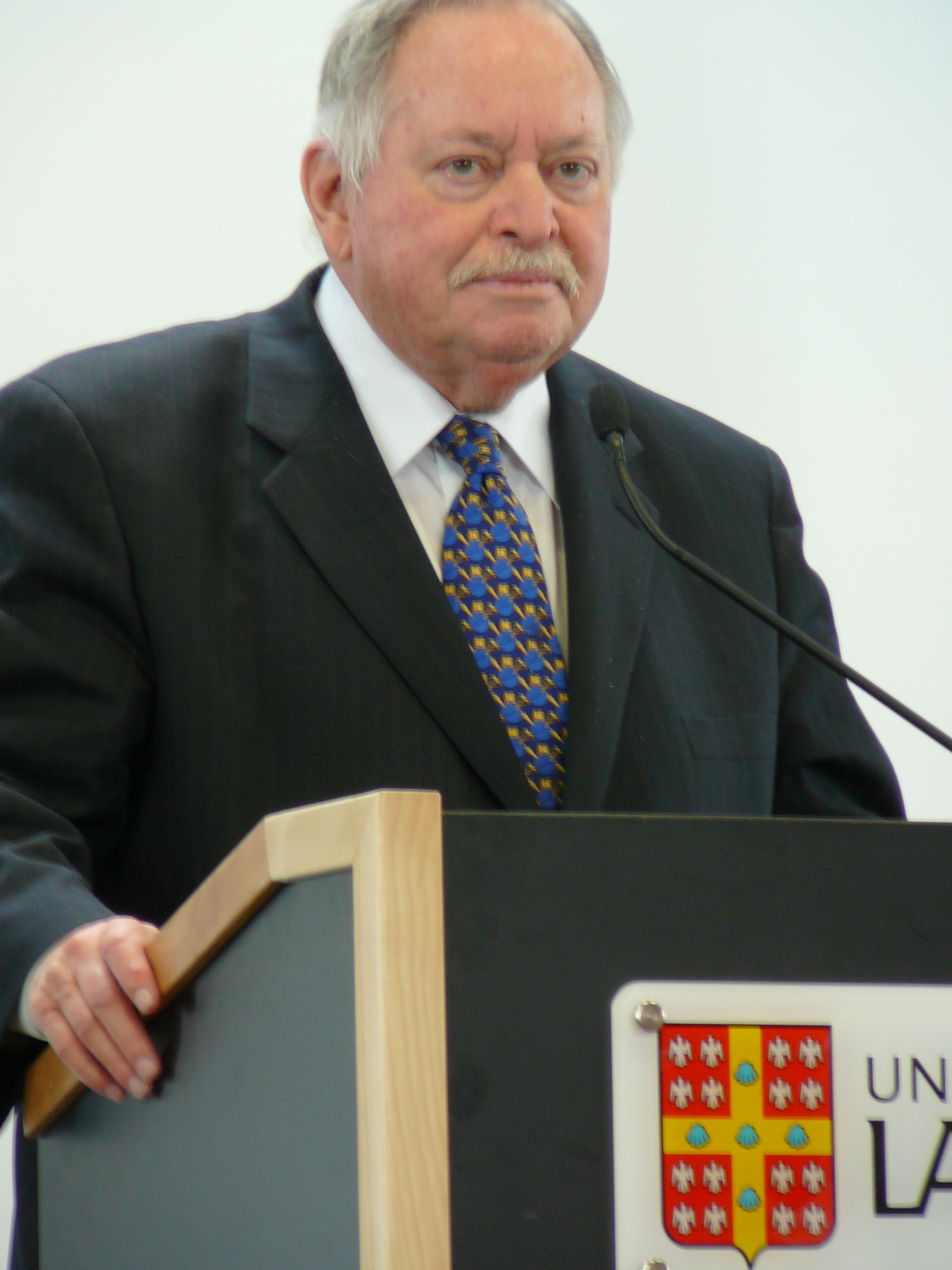
Jacques Parizeau

À la suite du rapatriement, deux tentatives majeures seront faites pour réintégrer politiquement le Québec à la Constitution.
En 1987, le premier ministre fédéral Brian Mulroney propose de réintégrer le Québec à la Constitution canadienne par l’Accord du lac Meech. Cet accord comprend cinq points principaux : une reconnaissance de la société distincte au sein du Canada pour le Québec, un élargissement du droit de veto des provinces et du droit de retrait avec compensation financière, de nouveaux pouvoirs aux provinces en matière d’immigration, une limitation du pouvoir fédéral de dépenser et une participation des provinces à la nomination des juges de la Cour suprême du Canada. Cet accord est appuyé au Québec par le Parti libéral de Robert Bourassa, mais critiqué par le Parti québécois. Celui-ci le considère insuffisant pour défendre la vigueur et la pérennité de la langue française au Québec. Hors du Québec, d'autres critiques s'y opposent également (dont les premiers ministres Clyde Wells de Terre-Neuve et Gary Filmon du Manitoba), notamment par le fait de reconnaître le Québec comme une « société distincte » affecte négativement l’unité du pays,.

### Accord de Charlottetown (1990-1992)
L'Accord du lac Meech est finalement rejeté le 22 juin 1990. Un nouveau compromis, l’Accord de Charlottetown, est alors proposé pour répondre aux exigences du Québec mais aussi de toutes les provinces canadiennes. Cette fois, contrairement aux débats sur Meech, les Autochtones jouent un rôle d'importance au sein des négociations. En effet, l'accord comprend un chapitre important sur la reconnaissance de l'autonomie gouvernementale autochtone.
Le 26 octobre 1992, l'Accord de Charlottetown est finalement rejeté par 54,3 % des voix dans l'ensemble du Canada.

### Référendum de 1995
En septembre 1994, le Parti québécois dirigé par Jacques Parizeau est porté au pouvoir. Celui-ci annonce la tenue d'un référendum sur la souveraineté du Québec au cours de son mandat. Ce référendum est finalement organisé à l'automne 1995. Le 30 octobre, le projet de souveraineté est rejeté par 50,6 % des voix.

### Modifications constitutionnelles
Malgré les échecs pour réintégrer politiquement le Québec à la Constitution, des modifications constitutionnelles demeurent possibles.
Par exemple, le 19 décembre 1997, la procédure de modification constitutionnelle a permis qu’à sa demande, le Québec soit affranchi des contraintes de l’article 93 de la Loi constitutionnelle de 1867. Cet article relatif au caractère confessionnel de l’école est ainsi modifié par l'ajout de l’article 93A. Cela signifie aussi que la compétence exclusive du Québec de légiférer en matière d'éducation dans les limites garanties dans la Constitution ne pourra être modifiée sans son accord.
Dans la même logique, le 1er juin 2022, le Québec a modifié la Loi constitutionnelle de 1867 par l'ajout des articles 90Q.1 et 90Q.2, inscrivant dans la loi des caractéristiques fondamentales de la nation québécoise et de sa langue officielle. Le 9 décembre 2022, le Québec modifie à nouveau la Loi constitutionnelle de 1867 en ajoutant l’article 128Q.1 sur le serment obligatoire des députés de l’Assemblée nationale. Dorénavant, les députés de l'Assemblée nationale du Québec n'ont plus l'obligation de prêter serment d'allégeance à la Couronne britannique pour pouvoir siéger.

## Postérité
Dans son livre La Bataille de Londres publié en 2013, l'historien Frédéric Bastien révèle que le juge en chef de la Cour suprême du Canada, Bora Laskin, aurait donné des informations au Royaume-Uni sur la poursuite du dossier par la Cour suprême du Canada. Notons qu'aucun document n'a officiellement été trouvé dans les archives de la Cour suprême du Canada pour appuyer cette thèse.